# 刑部真芯
刑部 真芯（おさかべ ましん、11月2日 - ）は、日本の漫画家。長崎県出身。血液型はA型。

## 来歴・人物
「ずっと言えなかったこと」でデビュー。
自身の趣味である「お人形集め（遊び）」の要素を取り入れた独自の作風で、大人の男が幼女を自分好みに育てる『禁断シリーズ』で名を知られるようになった。
デビュー後は主に小学館の『Cheese!』にて掲載していたが、近年では誌面での作品掲載はなく、2009年頃から『モバイルフラワー』への執筆活動を展開している。

## 作品リスト

### 書籍
- SEXとキスと切なさの間
- 以下『禁断シリーズ』を参照
  - 禁断〜秘密の花園〜
  - 禁断〜あの夏の日の楽園〜
  - 禁断〜その腕の中の天国〜
  - 禁断〜この胸にある焔〜
  - 禁断〜薔薇の彼方〜
- 欲望と恋のめぐり(全5巻)
- 君を奪う、君を愛す（全2巻）
- 囚〜愛玩少女（全6巻）
- 欲望と恋のめぐり－螺旋－
- 獣は花の夢を見るか（全2巻）
- 禁色－花筐戀歌－（全3巻）
- 少女まんが家の恋
- キスは0時を過ぎてから（全2巻）
- わがままな執事
- 薔薇の鎖（全3巻）
- 月下夢幻譚〜神無シ夜ノヲトギバナシ〜（全7巻）
- 聖餐－カタルシス－
- 花恋〜現代騎士事情〜（全7巻）
- 秘する蜜は罪の匂い
- 獣は爪で花を抱く
- 獣は花の鎖に抱かれ
- 愛だけ くれない (全3巻)
- ハツコイ 〜Only Love〜
- 官能小説家の烈情 (全3巻)
- 咎に濡れ 恋に哭き (全3巻)
- 恋情の花 (全3巻)

オムニバス作品
- ちょこっとHな恋物語
- 親にはナイショの恋物語
- やきもちやきな恋物語
- ちょこっとアブナイ恋物語
- 最強コイバナ〜スイート&エロティックベスト5〜
- 極上コイバナ パーフェクト☆ラブストーリーズ ベスト5

### 単行本未収録
- 花嫁に朱は染みる（『モバフラ』2022年2号[2] - 連載中）

### 挿絵・イラスト
- 空の約束（著:上領彩）